# Син-суперник або Сучасна Стратоніка
«Син-суперник, або Сучасна Стратоніка» (фр. Le fils rival, ou La moderne Stratonice) — опера на 3 дії українського композитора Дмитра Бортнянського на лібрето французькою мовою Лафарм'єра. Вперше виконана 11 жовтня 1787 року в Павловську на сцені придворного театру. 7 червня 1947 року опера ставилася в Москві в російській версії лібрето Т. Щепкиної-Куперник. Українською мовою перекладено лише окремі номери — Арія Доктора, Арія Карлоса (перекладач — Борис Тен) та арія Саншетти (Максим Стріха)

## Дійові особи
- Дон Педро, баритон
- Дон Карлос, його син, тенор
- Доктор, сусід Дона Педро, бас
- Дон Раміро, тенор
- Леонора, сопрано
- Альбертіна, племінниця Доктора, мецо-сопрано
- Саншетта, служниця Леонори, сопрано
- Карільо, слуга доктора, баритон
- Слуги й гості — хор (сопрано, альти, баси)

## Лібрето
Перша дія. У будинку іменитого іспанця готуються до весілля Леонори і Дона Педро. Служниця нареченої Саншетта, впевнена, що шлюб не буде щасливим. Доктор намагається переконати Саншетту в усіх перевагах шлюбу з розрахунку, але безуспішно. Тим часом Дон Раміро освічується в коханні Альбертіні, племінниці Доктора, вона віжповідає йому взаємністю і Доктор схвалює цей вибір. У Саншетту закоханий Карільо, слуга доктора.
Друга дія. Дон Карлос, син Дона Педро, сумує з приводу весілля — він сам закоханий в Леонору. Леонора також кохає Дона Карлоса, але не може порушити обіцянки даної батькові. В момент весільного обряду Дон Карлос раптом втрачає свідомість і Леонора кидається до нього.
Дія третя Доктор приводить Дона Карлоса до тями, однак він вгадує правдиву причину його знепритомлення. Він пояснює причину Дону Педро, і той врешті погоджується на шлюб Леонори із сином. Саншетта погоджується вийти за Карілльо.